# Leśce
Leśce [pronunciación en polaco: /ˈlɛɕt͡sɛ/] es un pueblo ubicado en el distrito administrativo de Gmina Garbów, dentro del Condado de Lublin, Voivodato de Lublin, en Polonia oriental. Se encuentra aproximadamente a 5 kilómetros al este de Garbów y a 17 kilómetros al noroeste de la capital regional Lublin.